# Lophoterges fatua
Lophoterges fatua là một loài bướm đêm trong họ Noctuidae.